# Oberndorf bei Salzburg
Oberndorf bei Salzburg este un oraș în landul federal Salzburg din Austria. Se află la 16 km de orașul Salzburg.
Localitatea este cunoscută datorită faptului că acolo a fost cântată pentru prima dată colinda Stille Nacht, de Crăciunul anului 1818.